# Panther (Duitsland)
Panther is een merk van motorfietsen.
Panther Industrial Design.
Duits bedrijf dat bestaande motorfietsen ombouwt tot meer sportieve modellen.
- Andere merken met de naam Panther, zie Panther (Cleckheaton) - Panther (Braunschweig).